# Nuevo Paraíso, Jesús Carranza
Nuevo Paraíso är en ort i Mexiko.   Den ligger i kommunen Jesús Carranza och delstaten Veracruz, i den sydöstra delen av landet, 500 km öster om huvudstaden Mexico City. Nuevo Paraíso ligger 26 meter över havet och antalet invånare är 183.
Terrängen runt Nuevo Paraíso är platt. Runt Nuevo Paraíso är det ganska glesbefolkat, med 29 invånare per kvadratkilometer. Närmaste större samhälle är Licenciado Gabriel Ramos Millán, 10,8 km norr om Nuevo Paraíso. Omgivningarna runt Nuevo Paraíso är en mosaik av jordbruksmark och naturlig växtlighet.